# Агонипп
Агонипп (др.-греч. Άγώνιππος) — тиран Эреса на Лесбосе в 330-х годах до н. э.

## Биография
Имя Агониппа не упомянуто ни в одном из сохранившихся литературных источников. Реконструкция его жизни основана на надписи, согласно которой жители Эреса осудили своего бывшего тирана на смертную казнь. Жизнь Агониппа проходила на фоне борьбы в Эгейском море между промакедонской и проперсидской партиями. Предположительно, во время царствования Филиппа II в Эресе была свергнута тирания Гермона, Герея и Аполлодора. По одной версии, событие произошло около 343 года до н. э., по другой, — в 336 году до н. э. В городе установили демократический тип правления и в знак признательности посвятили жертвенники Зевсу Филиппийскому. В 335 году до н. э. персидский полководец Мемнон восстановил тиранию в Эресе. Достоверно неизвестно, вернулись ли в Эрес прежние тираны, либо власть перешла к Агониппу и Эврисилаю.
Новые тираны уничтожили жертвенники Зевсу Филиппийскому, восстановили акрополь, вынудили граждан заплатить 20 тысяч статеров и стали заниматься пиратством. В 334 году до н. э. после поражения персов при Гранике Александр отправил войско под командованием Алкимаха, чтобы тот сверг проперсидские правительства в ионийских и эолийских городах. Эрес вновь вернулся к демократии. Однако, вскоре Мемнон вновь восстановил тиранию. После восстановления во власти Агонипп с Эврисилаем разграбили город и выслали многих из своих противников, оставив их жён и детей в качестве заложников.
В 332 году до н. э. Агонипп с Эврисилаем попали в руки македонского военачальника Гегелоха, который отвёз их, в числе других проперсидских тиранов греческих городов, к Александру в Египет. Македонский царь отправил их обратно на родной остров, чтобы сами жители определили их судьбу. Суд из 883 человек тайным голосованием практически единогласно, при 7 против, приговорил Агониппа и Эврисилая к смерти, конфискации их имущества и изгнанию детей. Впоследствии, после 306 года до н. э. сыновья Агониппа обратились к Антигону с просьбой о пересмотре приговора, однако диадох перенаправил запрос на рассмотрение эресцев, которые оставили решение без изменений.